# スコット・マイケル・キャンベル
スコット・マイケル・キャンベル（Scott Michael Campbell、1971年8月14日 - ）は、アメリカ合衆国の俳優である。

## 来歴
1971年、モンタナ州モンタナ州ミズーラ生まれ。1991年に演劇学校のアメリカン・アカデミー・オブ・ドラマティック・アーツを卒業後、1993年にテレビドラマシリーズ『シスターズ』で俳優デビューを果たした。
1994年にジョージ・ルーカスが製作総指揮をつとめたサスペンスコメディ映画『笑撃生放送! ラジオ殺人事件』で映画デビューも果たし、その後はアン・リー監督の『ブロークバック・マウンテン』やブルース・ウィリス主演の人気アクションシリーズ『ダイ・ハード/ラスト・デイ』などの映画から、『24 -TWENTY FOUR-』や『スーパーナチュラル』などの幅広いジャンルのテレビドラマで活躍している。

## 出演作品

### 映画
- ザ・フラッド The Flood: Who Will Save Our Children? (1993) ※テレビ映画
- 笑撃生放送! ラジオ殺人事件 Radioland Murders (1994)
- クリスティ Christy (1994) ※テレビ映画
- A Season of Hope (1995) ※テレビ映画
- フェア・ゲーム Fair Game (1995)
- アルフ/ザ・ファイナル・スペシャル Project: ALF (1996) ※テレビ映画
- Homecoming (1996) ※テレビ映画
- After Jimmy (1996) ※テレビ映画
- フラバー Flubber (1997)
- ブルワース Bulworth (1998)
- スキャンダル Legalese (1998)
- An American Daughter (2000) ※テレビ映画
- Panic (2002)
- ジャスティス Hart's War (2002)
- The Maldonado Miracle (2003)
- フライト・オブ・フェニックス Flight of the Phoenix (2004)
- ブロークバック・マウンテン Brokeback Mountain (2005)
- シティ・オブ・ドッグス A Guide to Recognizing Your Saints (2006)
- Mystery Woman: At First Sight (2006)
- Brothers Three: An American Gothic (2007)
- 爆発感染 レベル5 Pandemic (2007)
- アメリカン・ホストクラブ Cougar Club (2007)
- Throwing Stars (2007)
- Crazy (2008)
- The Smell of Success (2009)
- PUSH 光と闇の能力者 Push (2009)
- 草食男子の落とし方 Stay Cool (2009)
- Small Town Saturday Night (2010)
- パーフェクト・ファミリー The Perfect Family (2011)
- コーナード Cornered (2011)
- Tomorrow's End (2011)
- Ticket Out (2012)
- War Flowers (2012)
- ダイ・ハード/ラスト・デイ A Good Day to Die Hard (2013)
- The Wedding Pact (2014)

### テレビドラマ
- シスターズ Sisters (1993)
- Birdland (1994)
- A Season of Hope (1995)
- Women of the House (1995)
- クリスティ Christy (1994 - 1995)
- Seduced by Madness: The Diane Borchardt Story (1996)
- ER緊急救命室 ER (1996)
- Crisis Center (1997)
- Nothing Sacred (1997 - 1998)
- そりゃないぜ!? フレイジャー Frasier (1998)
- シカゴ・ホープ Chicago Hope (1999)
- ザ・ホワイトハウス The West Wing (2001)
- 女検死医ジョーダン Crossing Jordan (2001)
- Blind Justice (2005)
- グレイズ・アナトミー 恋の解剖学 Grey's Anatomy (2005)
- Dr.HOUSE House M.D. (2006)
- CSI:科学捜査班 CSI: Crime Scene Investigation (2006)
- サイク/名探偵はサイキック? Psych (2006)
- NCIS 〜ネイビー犯罪捜査班 NCIS: Naval Criminal Investigative Service (2006)
- ギルモア・ガールズ Gilmore Girls (2006)
- SHARK カリスマ敏腕検察官 Shark (2007)
- コールドケース 迷宮事件簿 Cold Case (2007)
- 24 -TWENTY FOUR- 24 (2007)
- ボストン・リーガル Boston Legal (2007)
- クリミナル・マインド FBI行動分析課 Criminal Minds (2008)
- ザ・シールド ルール無用の警察バッジ The Shield (2008)
- プライベート・プラクティス 迷えるオトナたち Private Practice (2008)
- サウスランド Southland (2009)
- スーパーナチュラル Supernatural (2009)
- CSI:マイアミ CSI: Miami (2010)
- フォーガットン The Forgotten (2010)
- ブラザーズ&シスターズ Brothers & Sisters (2010)
- 私はラブ・リーガル Drop Dead Diva (2010)
- BONES Bones (2010)
- THE EVENT/イベント The Event (2010)
- デクスター 警察官は殺人鬼 Dexter (2011)
- キャッスル 〜ミステリー作家は事件がお好き Castle (2011)
- TOUCH/タッチ Touch (2012)
- デイブレイク Daybreak (2012)
- Major Crimes ～重大犯罪課 Major Crimes (2012)
- Massholes (2012)
- Motive (2013)
- リーガル・バディーズ フランクリン&バッシュ Franklin & Bash (2013)
- Hell on Wheels (2013)
- ウェイワード・パインズ 出口のない街 Wayward Pines (2014)
- ロングマイヤ Longmire (2014)

## 参照
1. ↑  “Scott Michael Campbell Biography”. 2014年8月18日閲覧。